# 법처소섭색
법처소섭색(法處所攝色, 법처에 속한 물질, 산스크리트어: dharmāyatana-paryāpannam-rūpam, dharmāyatana-paryāpanna의 문자 그대로의 뜻은 '법처에 속한 색'으로, 12처의 법체계에서 말하는 법처(法處)에 속하는 물질[色]을 말한다. 즉, 물질임에도 불구하고 6경(六境) 가운데 색 · 성 · 향 · 미 · 촉의 5경(五境)에 속하지 않고 6번째의 법경(法境)에 속하는 물질을 뜻한다.
타법처색(墮法處色)이라고도 하며 약칭하여 법처색(法處色)이라고도 한다.
《대승아비달마집론》과 《대승아비달마잡집론》에 따르면, 법처소섭색으로는 극략색(極略色) · 극형색(極迥色) · 수소인색(受所引色) · 변계소기색(遍計所起色) · 정자재소생색(定自在所生色)의 5가지가 있다.
법처소섭색은 다음의 분류 또는 체계에 속한다.
- 초기불교의 5온의 법체계에서 색온에,[9][10] 12처의 법체계에서 법처에,[1][2] 18계의 법체계에서 법계에,  6경에서 법경에 속하는 물질[色]이다.[3]

- 대승불교의 유식유가행파의 5위 100법의 법체계에서 색법(色法: 11가지) 가운데 하나이다.[2]
- 대승불교의 유식유가행파의 교학에 따르면, 물질[色] 즉 색온 또는 색법을 크게 4대종(四大種)과 4대종에 의해 만들어지는 소조색(所造色: 11가지)의 두 그룹으로 분류할 때, 법처소섭색은 소조색 그룹에 속한다.[9][10][11][12]

## 개요
법처소섭색(法處所攝色)의 문자 그대로의 뜻은 '법처에 속한 색'으로, 12처의 법체계에서 말하는 법처(法處)에 속하는 물질을 말한다. 즉, 6경(六境) 가운데 색 · 성 · 향 · 미 · 촉의 5경(五境)에 속하지 않고 6번째의 법경(法境)에 속하는 물질[色]을 말한다.
법처 또는 법경에 속하는 법들은 모두 제6의식을 비롯한 후3식에 의해 인식되는 법들이므로, 법처소섭색은 안식 등의 전5식에 의해 인식되지 않고 제6의식 등의 후3식에 의해 인식되는 법들, 그 중에서 특히 물질적인 법들이다. 말하자면 '정신적 물질'이라고 할 수 있다. 뒤집어서 이야기 하자면, 법처소섭색은 5위 100법의 법체계에서 마음[心法] · 마음작용[心所法] · 심불상응행법[心不相應行法] · 무위법[無爲法]의 4가지 그룹[位] 가운데 그 어디에도 소속시킬 수 없는 법이라는 성격을 가진다.
부파불교의 설일체유부와 대승불교의 유식유가행파를 비롯한 불교 일반의 물질론에서 색법(色法) 즉 색온(色蘊) 즉 물질[色]을 분류하는 방법에는 여러 가지가 있는데 그 중의 하나가 크게 4대종(四大種)과 4대종에 의해 만들어지는 소조색(所造色)의 두 그룹으로 분류하는 것이다. 이러한 분류에 따를 때, 대승불교의 유식유가행파의 물질론에서 법처소섭색은 4대종에 의해 만들어진 11종의 물질로 구성된 소조색 그룹에 속한다. 즉, 법처소섭색은 4대종을 구성원소로 하여 만들어지는 물질[色], 즉 물질적 사물이다. 달리 말해, 마음과 마음작용 가운데 하나이거나 이들을 구성요소로 하여 생겨나는 믿음 · 자비 · 불신 · 분노 등과 같은 정신적 사물[名]이 아니다.

## 용어
'법처소섭색(法處所攝色)'이라는 낱말에서의 법처(法處)는 12처의 법체계에서의 법처를 말하는 것으로, 6경(六境)에서의 법경(法境)에 해당한다. 따라서 법경소섭색이라고 해도 될 텐데, 굳이 법처소섭색이라고 하는데는 경(境)과 처(處)의 뜻[義]이 서로 다르기 때문이다. 달리 말하면, 법처소섭색에 속한 5가지 색인 극략색 · 극형색 · 수소인색 · 변계소기색 · 정자재소생색에는 처(處)의 뜻이 있기 때문에 특별히 법처소섭색이라고 명명한 것이다.
경(境)은 근(根)의 객관적 대상 또는 세력범위라는 뜻[義]을 가지는데, 따라서, 법경(法境)이라는 낱말은 주관인 의근(意根)의 객관적 대상 또는 세력범위라는 측면을 강조하는 표현이다. 즉 '법경소섭색'이라고 한다면, 극략색 · 극형색 · 수소인색 · 변계소기색 · 정자재소생색이 의근의 대상 또는 세력범위라는 것을 특히 강조하는 표현이 된다.
이에 비해 처(處)는 생장문(生長門)이라는 뜻[義]을 가지는데, 생장문이란 처(處)가 마음과 마음작용의 작용(作用)이 생겨나게[生] 하고 또한 그 작용을 증장시키는[長] '역할을 한다[門: 방도, 방법]'는 의미이다. 따라서, 극략색 · 극형색 · 수소인색 · 변계소기색 · 정자재소생색을 5가지 '법처소섭색'이라고 말하는 것은, 이들 5가지 색이 마음과 마음작용의 작용(作用)이 생겨나고 증장되게 하는 역할을 한다는 것을 특히 강조하는 표현이다.

## 5가지 법처소섭색

### 극략색
극략색(極略色)의 한자어 문자 그대로의 뜻은 '지극히 간략화된 색'으로, 물질적 실법인 안 · 이 · 비 · 설 · 신의 5근, 색 · 성 · 향 · 미 · 촉의 5경, 또는 지 · 수 · 화 · 풍의 4대종의 변괴성과 질애성을 가진 색을 세밀하게 나누어 이 나눔이 극한에 이르렀을 때 성립되는 물질의 최소단위를 말한다. 즉, 부파불교의 설일체유부의 물질론에서의 극미(極微) 또는 극미색(極微色)에 해당한다.
《대승아비달마잡집론》에서는 극략색에 대해 다음과 같이 해설하고 있다.
 極略色者。謂極微色。

 
극략색(極略色)이란 극미색(極微色)을 말한다.
 — 《대승아비달마잡집론》, 제1권. 한문본 & 한글본
설일체유부에서는 극략색 즉 극미가 색을 나눔이 그 극한에 이른 것이기는 하지만 여전히 안근을 소의로 하여 안식이 인식하는 법이라고 보며, 따라서 색처(色處) 즉 색경(色境)에 속한 실색(實色) 즉 실재하는 물질이라고 본다. 즉, 설일체유부에서는 극미가 여전히 물질[色 또는 身]의 영역에 속해 있으며 시각의 실재하는 대상이라고 본다. 이에 비해 유식유가행파에서는 극략색 즉 극미는 색을 나눔이 그 극한에 이르러서는 물질의 영역을 넘어 정신[名 또는 心]의 영역에 속하게 된 어떤 법이라고 보며 따라서 실색(實色) 즉 실재하는 물질이 아니며 가색(假色) 즉 가립된 물질이며 의근을 소의로 하여 제6의식이 인식하는 대상인 법처(法處) 즉 법경(法境)에 소속된다고 본다. 즉, 유식유가행파에서는 극미가 정신[名 또는 心]의 영역에 속해 있으며 따라서 의식의 대상이라고 본다.

### 극형색
극형색(極迥色)의 한자어 문자 그대로의 뜻은 '지극히 먼 색'으로, 멀다는 뜻의 형(迥) 또는 원(遠)은 볼 수 없는 곳에 존재하는[不在可見處] 색 즉 가히 볼 수 없는 색을 뜻한다.
《대승아비달마잡집론》에서는 극형색에 대해 다음과 같이 해설하고 있다.
 極略色者。謂極微色。極迥色者。謂即此離餘礙觸色。

 
극략색(極略色)이란 극미색(極微色)을 말한다. 극형색(極迥色)이란 곧 이것[此, 즉 극미색]이 남아 있는 애촉(礙觸: 질애성과 감촉성)을 떠났을 때의 색을 말한다.
 — 《대승아비달마잡집론》, 제1권. 한문본 & 한글본
극형색은 허공(虛空)이라는 색, 또는 현색(顯色) 가운데 질애성을 가지지 않는 청(靑) · 황(黃) · 적(赤) · 백(白)의 색, 또는 현색(顯色) 가운데 다시 공계색(空界色)으로 분류되는 영(影) · 광(光) · 명(明) · 암(闇)의 색을 세밀하게 나누어 이 나눔이 극한에 이르러 물질의 최소단위 상태 즉 극미의 상태 도달했을 때의 색을 말한다. 간단히 말하면, 극형색은 극미의 상태의 현색을 말한다.
설일체유부에서는 극형색 즉 극미의 상태의 현색은  색을 나눔이 그 극한에 이른 것이기는 하지만 여전히 안근을 소의로 하여 안식이 인식하는 법이라고 보며, 따라서 색처(色處) 즉 색경(色境)에 속한 실색(實色) 즉 실재하는 물질이라고 본다. 즉, 설일체유부에서는 극형색 즉 극미의 상태의 현색이 여전히 물질[色 또는 身]의 영역에 속해 있으며 시각의 실재하는 대상이라고 본다. 이에 비해 유식유가행파에서는 극형색 즉 극미의 상태의 현색이 색을 나눔이 그 극한에 이르러서는 물질의 영역을 넘어 정신[名 또는 心]의 영역에 속하게 된 어떤 법이라고 보며 따라서 실색(實色) 즉 실재하는 물질이 아니며 가색(假色) 즉 가립된 물질이며 의근을 소의로 하여 제6의식이 인식하는 대상인 법처(法處) 즉 법경(法境)에 소속된다고 본다. 즉, 유식유가행파에서는 극형색 즉 극미의 상태의 현색이 정신[名 또는 心]의 영역에 속해 있으며 따라서 의식의 대상이라고 본다.

### 수소인색
수소인색(受所引色)의 한자어 문자 그대로의 뜻은 '받아서 끌어들인 색'으로, 특히 수계(受戒)를 통해 형성되는 무표색(無表色) 즉 무표업(無表業), 즉 잠재력으로서의 무형의 색 또는 무형의 잠재력 또는 원동력으로서의 색을 뜻한다. 즉, 계를 받아서 끌어들인 색을 특히 뜻한다.
《대승아비달마잡집론》에서는 수소인색에 대해 다음과 같이 해설하고 있다.
 受所引色者。謂無表色。

 
수소인색(受所引色)이란 무표색(無表色)을 말한다.
 — 《대승아비달마잡집론》, 제1권. 한문본 & 한글본
수소인색은 무표색 즉 무표업을 의미한다. 부파불교의 설일체유부의 교학에 따르면 무표색 즉 무표업은 몸과 말로 짓는 선 · 악의 구업(口業) 또는 신업(身業)이 발동될 때 그와 동시에 신체 내부의 지 · 수 · 화 · 풍의 4대종을 원소로 하여 신체 내에 생겨나는 무형의 물질을 말하는 것으로, 일종의 잠재력 또는 원동력이다. 특히, 이러한 무표색 교학에 따르면, 계를 지키면 즉 선을 행하면 그와 동시에, 그 선에 상응하는 만큼의, 악을 막고 그치게 하는 작용을 하는 무형의 잠재력 또는 원동력으로서의 무형의 물질 즉 무표색이 지 · 수 · 화 · 풍의 4대종을 원소로 하여 신체 내에 형성된다고 본다. 마찬가지로 악을 행하면 그와 동시에, 그 악에 상응하는 만큼의, 선을 막고 그치게 하는 작용을 하는 무형의 잠재력 또는 원동력으로서의 무형의 물질 즉 무표색이 지 · 수 · 화 · 풍의 4대종을 원소로 하여 신체 내에 형성된다고 본다.
이와 같이 설일체유부에서는 무표색을 4대종을 원소로 하여 신체 내에 형성되는 색이라고 보기 때문에, 무표색은 실색(實色) 즉 실재하는 색이라고 본다. 즉 무표색을 실법(實法)이라고 본다. 이에 비해, 유식유가행파에서는 무표색 즉 수소인색이란 강력한 사(思)의 마음작용에 의해 일어난, 즉 강한 의지에 의해 일어난, 선한 것이건 혹은 악한 것이건, 구업(口業) 또는 신업(身業)의 행위가 있을 때 그 의지와 행위가 아뢰야식에 훈습되어 새로이 생겨나는 종자나 혹은 그 의지와 행위의 훈습에 의해 세력이 증장되는 기존의 종자를 마치 신체 내에 형성된 어떤 실재하는 법인 것처럼 가립한 것이라고 본다. 따라서, 무표색 즉 수소인색을 가법(假法)이라고 본다.

### 변계소기색
변계소기색(遍計所起色)의 한자어 문자 그대로의 뜻은 '변계(遍計)하여 일으킨 색'이다.
《대승아비달마잡집론》에서는 변계소기색에 대해 다음과 같이 해설하고 있다.
 遍計所起色者。謂影像色。

 
변계소기색(遍計所起色)이란 '영상으로서의 색[影像色]'을 말한다.
 — 《대승아비달마잡집론》, 제1권. 한문본 & 한글본
변계소기색은 제6의식이 5근과 5경 등의 물질적 사물에 대하여 변계함으로써, 즉 그릇되이 계탁함으로써, 즉 허망한 분별 또는 그릇된 분별을 일으킴으써 생겨나는 제6의식의 변현(變現)으로서의 영상(影像: 그림자와 같은 형상, cf. 映像)을 말한다. 예를 들어, 거북의 털, 토끼의 뿔, 허공의 꽃[空華, 空中花] 등과 같이 그릇된 계탁분별에 의해 주관(제6의식)에 그려진 실체가 없는 '그림자와 같은 형상[影像]'과 물에 비친 달[水月, 水中月], 물에 비친 자신의 모습, 거울에 비친 상[鏡中像] 또는 텔레비전에 나타난 영상(映像)을 단지 관념상의 물체가 아니라 물질적 실체로 여기고 있을 때의 그 영상(影像: 그림자와 같은 형상)들을 말한다.
즉, 거북은 실제로는 사자 등과 같은 털을 가진 동물이 아닌데 '거북의 털'이 존재한다고 제6의식으로 계탁분별하여 현실 생활에서 그렇게 믿고 행동하는 것, 토끼는 실제로는 뿔이 있는 동물이 아닌데 '토끼뿔'이 존재한다고 제6의식으로 계탁분별하여 현실 생활에서 그렇게 믿고 행동하는 것, 꽃은 땅에 뿌리박은 식물로부터 생기는 것인데 그러한 것 없이 '허공 중에 꽃'이 존재한다고 제6의식으로 계탁분별하여 현실 생활에서 그렇게 믿고 행동하는 것, 물에 비친 달 또는 물에 비친 자신의 모습은 실체가 아닌데 제6의식으로 그것이 실체라고 계탁분별하여, 이태백의 전설이나 나르시스의 신화에서처럼, 그 달이나 자신을 붙잡으려고 뛰어드는 것, 거울에 비친 상이나 텔레비전에 나타난 영상(映像)이 실체가 아닌데 어린이들이 그것을 실체라고 여겨서 손으로 붙잡으려고 하는 것 등에서의 해당 물체가 변계소기색에 해당한다.
이와 같이 변계소기색은 제6의식의 변계에 의해 개인의 주관 위에 나타난 물질로서, 비록 그 개인이 실상(實相)에 어긋나게 생각하고 있는 상태이기는 하나 그 개인의 주관상에서는 그 물체는 실재하는 물질[色]이기 때문에 분류상으로는 색법에 속하며, 처소상으로는 제6의식의 인식대상이므로 법처에 속한다. 또한 제6의식의 변계에 의해 나타난 실체가 없는 물질이므로 당연히 실법(實法)이 아닌 가법(假法)이다.

### 정자재소생색
정자재소생색(定自在所生色)은 자재소생색(自在所生色) · 정소생색(定所生色) · 정소인색(定所引色) · 승정과색(勝定果色) 또는 정과색(定果色)이라고도 한다.
정자재소생색의 한자어 문자 그대로의 뜻은 '정자재(定自在)로 생겨난 색'이다. 정자재의 문자 그대로의 뜻은 선정[定]의 자재(自在)로, 선정(禪定)의 역량, 즉 선정의 힘, 즉 선정력(禪定力)을 뜻한다. 따라서 정자재소생색의 문자 그대로의 뜻은 '선정력에 의해 생겨난 색'이다.
《대승아비달마잡집론》에서는 정자재소생색에 대해 다음과 같이 해설하고 있다.
 自在所生色者。謂解脫靜慮所行境色。

 
자재소생색(自在所生色)이란 해탈정려(解脫靜慮)에서 행한 바의 사물[境, 경계]로서의 색이다.
 — 《대승아비달마잡집론》, 제1권. 한문본 & 한글본
정자재소생색은 선정(禪定)에 의해 나타나는 형상으로, 예를 들면, 물이나 불에 대해 선정을 행하여 심일경성의 상태가 되어서 나타나게 되는 물이나 불 등을 말한다.
유식유가행파의 교학에 따르면, 정자재소생색 즉 선정력에 의해 생겨난 색은 가법(假法) 즉 실체가 없는 물체인 경우도 있고 실법(實法) 즉 실체가 있는 물체인 경우도 있다. 후자의 경우는 보살 10지 가운데 제8지 이상의 보살에 의한 것으로, 이 경우에서는 선정력으로 지 · 수 · 화 · 풍의 4대종을 실제로 조합(組合: 여럿을 모아서 합하여 한 덩어리가 되게 함)하고 조작(操作: 일정한 방식에 따라 다루어 움직임)하여 물을 포도주로 바꾸고, 납을 금으로 바꾸는 등의 연금술적인 변형을 일으켜 실제의 객관적 물질이 나타나게 한다. 이렇게 나타난 물질은 실제의 객관적 물질이기 때문에 현실에서 그 물질의 본질적 용도 그대로 사용된다. 말하자면, 실제의 포도주이기 때문에 잔치에 실제로 사용할 수 있고 실제의 금이기 때문에 실제로 화폐로 사용될 수 있다. 따라서 실법(實法)이다. 이에 비해 제7지 이하의 보살과 범부의 선정력에 의해 생겨나는 물체는 아직 객관적 물체는 되지 못하고 자신의 주관적 영역에만 존재하는 것이기에 실체성이 없는 가법(假法)이다.

## 같이 보기
- 3과
  - 5온
  - 12처
  - 18계
- 색법
- 무표색
- 변계
- 연금술

## 참고 문헌
- 곽철환 (2003). 《시공 불교사전》. 시공사 / 네이버 지식백과. |title=에 외부 링크가 있음 (도움말)
- 남수영 (1998). 〈'유식이십론'의 극미설 비판〉. 《인도철학 제7집》. 인도철학회. 민족사.
- 무착 지음, 현장 한역, 이한정 번역 (K.572, T.1605). 《대승아비달마집론》. 한글대장경 검색시스템 - 전자불전연구소 / 동국역경원. K.572(16-157), T.1605(31-663). |title=에 외부 링크가 있음 (도움말)
- 세친 지음, 현장 한역, 권오민 번역. 《아비달마구사론》. 한글대장경 검색시스템 - 전자불전연구소 / 동국역경원. |title=에 외부 링크가 있음 (도움말)
- 안혜 지음, 현장 한역, 이한정 번역 (K.576, T.1605). 《대승아비달마잡집론》. 한글대장경 검색시스템 - 전자불전연구소 / 동국역경원. K.576(16-228), T.1606(31-694). |title=에 외부 링크가 있음 (도움말)
- 오형근 (1988). 〈부파불교의 물질론 연구(I)〉. 《불교학보 제26집》. 동대불교문화연구원.
- 오형근 (1990). 〈부파불교의 물질론 연구(II)〉. 《불교학보》. 동대불교문화연구원.
- 운허.  동국역경원 편집, 편집. 《불교 사전》. |title=에 외부 링크가 있음 (도움말)
- 최봉수 (1999). 〈색온에서의 색의 의미 - 구사론과 청정도론의 색온론을 비교하여〉. 《불교학보》.
- (중국어) 무착 조, 현장 한역 (T.1605). 《대승아비달마집론(大乘阿毘達磨集論)》. 대정신수대장경. T31, No. 1605, CBETA. |title=에 외부 링크가 있음 (도움말)
- (중국어) 佛門網. 《佛學辭典(불학사전)》. |title=에 외부 링크가 있음 (도움말)
- (중국어) 星雲. 《佛光大辭典(불광대사전)》 3판. |title=에 외부 링크가 있음 (도움말)
- (중국어) 세우 조, 현장 한역 (T.1542). 《아비달마품류족론(阿毘達磨品類足論)》. 대정신수대장경. T26, No. 1542, CBETA. |title=에 외부 링크가 있음 (도움말)
- (중국어) 세친 조, 현장 한역 (T.1558). 《아비달마구사론(阿毘達磨俱舍論)》. 대정신수대장경. T29, No. 1558, CBETA. |title=에 외부 링크가 있음 (도움말)
- (중국어) 안혜 조, 현장 한역 (T.1606). 《대승아비달마잡집론(大乘阿毘達磨雜集論)》. 대정신수대장경. T31, No. 1606, CBETA. |title=에 외부 링크가 있음 (도움말)